# Orphninotrichia gilva
Orphninotrichia gilva är en nattsländeart som beskrevs av Wells 1999. Orphninotrichia gilva ingår i släktet Orphninotrichia och familjen smånattsländor. Inga underarter finns listade i Catalogue of Life.